# ديفيد بورغس
ديفيد بورغس (بالإنجليزية: David Burgess)‏ هو لاعب كرة قدم نيوزلندي، ولد في القرن 20 في نيوزيلندا. شارك مع منتخب نيوزيلندا لكرة القدم. أما مع النوادي، فقد لعب مع ميرامار رينجرز ‏.

## وصلات خارجية
- ديفيد بورغس على موقع ناشيونال فوتبول تيمز (الإنجليزية)